# برون‌لو (زرداب)
برون‌لو (به لاتین: Burunlu) یک منطقه مسکونی در جمهوری آذربایجان است که در شهرستان زرداب واقع شده است. برون‌لو ۶۲۲ نفر جمعیت دارد.